# 白鳥洋一
白鳥 洋一（しらとり よういち、1956年5月14日 - ）は、日本の脚本家である。

## 概要
1956年5月14日生まれ。宮城県仙台市出身。
1976年に中村幻児監督作品で、脚本デビューし、その後、梅沢薫監督、佐野日出夫監督、北沢幸雄監督、若松孝二監督等々の脚本を10年間、年に5、6 本のペースで書く。主な作品に、「普通の女の子性愛日記」、「衝撃パフォーマンス」等々。助監督経験は、高橋伴明監督の『日本の拷問』など数本。
1986年から本能寺ガルオとバーミー双六のペンネームで漫画サンデーに「かってにラン」を連載して、 単行本になる。その後、妻と共同で「ギャンブル王」「999ドクター」「ビタミンちゃん」を連載、単行本になる。その他「マザーカード」「輪子におまかせ」「絆」など月に5、6本のペースで14年間、書き続ける。